# Gerhard Remppis
Gerhard Remppis (* 25. September 1940 in Kirchheim unter Teck) ist ein deutscher Politiker der SPD.

## Ausbildung und Beruf
Remppis wuchs in Plochingen auf. Nach dem Abitur 1960 am Georgii-Gymnasium in Esslingen am Neckar studierte Remppis Deutsch, Geschichte und Politik an der Universität Tübingen und der Universität Caen. Er unterrichtete als Gymnasiallehrer zunächst in Esslingen, ab 1972 in Plochingen. Von 1990 bis zu seiner Pensionierung 2003 war er Schulleiter des Gymnasiums Plochingen.

## Politik
Gerhard Remppis gehörte für die SPD von 1968 bis 2019 ununterbrochen dem Gemeinderat von Plochingen an und war damit einer der dienstältesten Gemeinderäte in Baden-Württemberg. Von 1997 bis 2019 war er auch Mitglied im Kreistag des Landkreises Esslingen. Er wurde 2018 zum Ehrenbürger von Plochingen ernannt.
Zur Landtagswahl 1976 wurde Remppis erstmals in den Landtag von Baden-Württemberg gewählt, dem er bis 1988 über ein Zweitmandat des Wahlkreises Kirchheim angehörte. Von 1980 bis 1988 war er Parlamentarischer Geschäftsführer der SPD-Fraktion. Eine erneute Wiederwahl 1988 scheiterte, weil der SPD-Spitzenkandidat Dieter Spöri seinen Wahlkreis Heilbronn direkt gewonnen hatte und durch den daraus resultierenden geringeren Überhang der CDU zur Herstellung des Verhältnisausgleichs im Regierungsbezirk Stuttgart weniger Ausgleichsmandate für die SPD erforderlich waren.